# Anastasiya Alpieyeva
Anastasiya Alpieyeva (en ucraniano: Анастасія Алпєєва; 24 de noviembre de 2001) es una deportista ucraniana que compite en lucha libre. Ganó una medalla de oro en el Campeonato Europeo de Lucha de 2025, en la categoría de 76 kg.

## Palmarés internacional
| Campeonato Europeo | Campeonato Europeo      | Campeonato Europeo | Campeonato Europeo |
| Año                | Lugar                   | Medalla            | Categoría          |
| ------------------ | ----------------------- | ------------------ | ------------------ |
| 2025               | Bratislava (Eslovaquia) | Medalla de oro     | 76 kg              |